# 2-Amino-1-metil-6-fenilimidazo(4,5-b)piridin
PhIP (2-Amino-1-metil-6-fenilimidazo(4,5-b)piridin) jedan je od najzastupljenijih heterocikličnigh amina (HCA) u kuvanom mesu. PhIP se formira na visokim temperaturama reakcijom između kreatina ili kreatinina (prisutnog u mišićnom tkivu), aminokiselina, i šećera. PhIP formiranje se povećava sa povećanjem temperature i dužinom kuvanja, a takođe je zavisno od metoda kuvanja i tipa mesa. Smatra se da može da bude kancirogen.